# ユダ・マカバイ

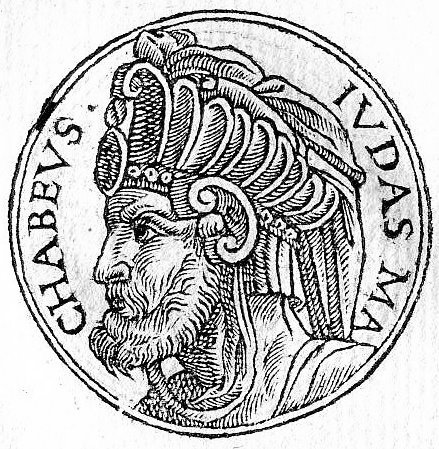
『プロンプトゥアリ・イコヌム・インシギオルム』に描かれたユダ

ユダ・マカバイ（ヘブライ語: יהודה המכבי Yehudah ha-Makabi, ? - 紀元前160年）は、旧約聖書続編の『マカバイ記』に登場する紀元前2世紀のユダヤの民族的英雄。シリアの支配下にあったユダヤの独立を達成することになるマカバイ戦争を指導し、ハスモン朝が開かれる基礎を築いた。ギリシア語名でユーダス・マッカバイオス（Ἰούδας Μακκαβαῖος）、ラテン語名でユダス・マカベウス（Judas Maccabaeus）と呼ばれる。九偉人の一人にも数えられる。

## 名前
ユダ（イェフーダー）はヘブライ語で「ヤハウェに感謝する」という意味。
名前の由来には諸説あり、以下にいくつかの由来を示す。
マカバイという名は、戦いの勇猛さ、使用武器に由来してアラム語で「鉄槌」を意味する maqqaba から来ている説。士気を上げるウォークライで、出エジプト記の一節15:11「主よ、神々のうち、だれがあなたに比べられようか（ Mi kamokha ba'elim Adonai ）」の頭文字に由来する説。また、ユダヤ教のラビ Moshe Schreiber は、彼の父「Mattityahu Kohen Ben Yochanan」の略語だと記述している。何人かの研究者からは、「ヤハウェに選ばれたもの」を意味するヘブライ語 maqqab-ya ¯hû を短縮したものだという説もある。

## 黄金の剣
ユダが夢の中で見たの大祭司で姿形には威厳があり、動作はやさしくそして正しい良い人であり。上品なことばを用い、幼いときから徳の道を歩き続けてきたオニアが手をのばしてユダヤの民のために祈っていた。
それからもう一人の人物がユダの前に現われた。それは年たけた人で姿形には威厳があり、きわめて尊厳な様子をしていた。オニアはこう口を切った、「この方は兄弟を愛し、民と聖都のために大いに主にとりついでくださる。神の預言者がこの方である」と。
そのとき神の預言者は手をのばし黄金の剣をユダに渡しながら言った、「この尊い剣を取れ。これは神のたまものである。これをもって敵を破ることができる」

## マカバイ戦争の開始

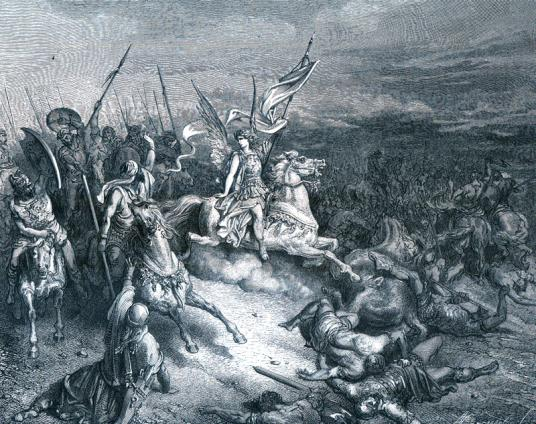
ユダ・マカバイの勝利、ギュスターブ・ドレ画

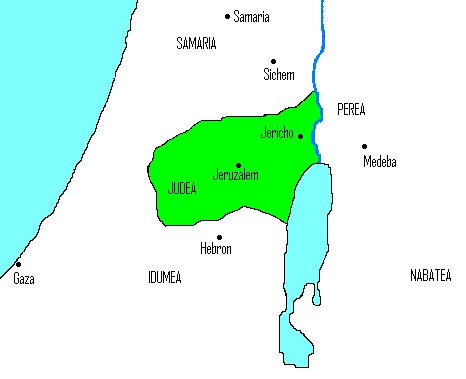
マカバイ統治下のユダヤ

ディアドコイの一人セレウコス1世の建てたセレウコス朝の王アンティオコス4世エピファネスはエルサレムを占領するとエルサレム神殿を略奪し、ユダヤ教を迫害して、偶像崇拝を強要した。このため、モデインという町に住んでいた祭司マタティアと五人の息子たちが蜂起した（紀元前167年）。その息子の一人がマカバイと呼ばれたユダであった。これ以降の独立闘争をマカバイ戦争（マカバイの反乱）と呼ぶ。

## エルサレム奪回とハヌカー制定
ユダ・マカバイは父が死ぬ（紀元前166年）と、反乱軍のリーダーとなって弟ヨナタンやシモンと共にシリア軍と戦い、ゲリラ戦で天才的な指導力を発揮した。まず、サマリア・ユダヤの司令官アポロニオス、セロンを討ち取った。アポロニオスから奪った剣を生涯、戦場に携えた。アンティオコス4世エピファネスがリュシアスにユダヤ制圧を命じると、ドルメネスの子プトレマイオス、ニカノル、ゴルギアス率いる4万7千人のシリア軍が侵攻してきた。ユダはミツパで神に祈りを捧げ、エマオでシリアの大軍と激突した。ユダは出エジプトの時の紅海の奇跡を引き合いに出して兵士を鼓舞し、シリア軍を撃破して戦利品を獲得した。
リュシアスは自ら6万5千人の兵を率いて出撃したが、ベテズルで大敗を喫し、ユダと一時的に休戦した。シリア側は宗教的な自由の回復を認めた。ユダはついにエルサレムを奪還し、異邦人に汚されたエルサレム神殿の聖所を清め、再びヤハウェに献納して中断していた神殿でのユダヤ教の礼拝を復活させた。ハヌカーはこれを記念するために制定された（紀元前165年キスレーウ25日）。またヘンデルのオラトリオ『マカベウスのユダ』はこの故事に取材したものである。
宗教的な自由を回復したことで戦争は終結に向かうかと思われたが、ユダは政治的独立を勝ち取ることを目指したため、ハシディームなど宗教指導者の一部はユダから離れることになった。

## 遠征とシリアとの再戦
その後もユダ・マカバイはシリア軍や周辺民族との戦いにあけくれる。イドマヤ人、次いでアンモンのティモテオス（Timotheus）らと交戦した後、ガリラヤとギレアデのユダヤ人が孤立して救援を求めてくると、ユダとヨナタンはギレアデ、シモンはガリラヤへ向かった。ユダはボソラ、カスフォ、マケド、ボソルなどを攻略し、ティモテオスも撃破して味方を救出し、意気揚々と帰還した。この時、エルサレムに残っていたザカリアの子ヨセフ、アザリアは自分たちも戦功を立てようと相談し、ヤムニアへ出撃したがゴルギアスに大敗した。ユダはヘブロン、アシュドドも攻略して焼き払った。
紀元前164年、エピファネスがイラン遠征中に失意のうちに病死すると、リュシアスは王の子アンティオコス5世エウパトルを擁立した。翌年、リュシアスは大祭司メネラオスの要請に応えて再度ユダヤに侵入し、象部隊を主力として対戦した（ベト・ザカリアの戦い）。ユダの兄弟エレアザル・アウアランは王の鎧で武装していた巨大な象を見つけると、王が乗っていると思い込み、象を殺したものの、下敷きとなって死亡した。エウパトルは乗っていなかったため、エレアザルの犠牲は無駄となってしまった。ユダは敗北して撤退を余儀なくされた。エルサレムは包囲されるが、シリア側で将軍フィリッポスによるクーデターが起こったためにリュシアスはユダと和平を結び、撤退した。
紀元前161年、シリア王にデメトリオス1世ソテルが即位すると、大祭司職を狙うアルキモス（Alcimus）はデメトリオスに援助を求めた。デメトリオスはバッキデス（Bacchides）を派遣し、アルキモスを大祭司に任命した。続いてニカノルが派遣されるが、ユダはカファルサラマ、続いてアダサでニカノルを撃破し、討ち取った。

## ローマとの同盟と戦死
ユダは使者にハッコズの子ヨハネの子エウポレモス、エレアザルの子ヤソンを選び、セレウコス朝シリアと敵対関係にあったローマと同盟関係を結んだ。シリアに対抗すべく、外交にも目を向けたのである。
紀元前160年1月、シリアはバッキデス、アルキモスを派遣して2万2千人の軍でエルサレムを目指した。ユダの軍は脱走兵が続出し、残ったのはわずか800人に過ぎなかった。戦闘を避けるよう懇願されたユダは、敵前逃亡を拒否し、兄弟たちのために男らしく死のうではないか言った。ユダはシリア軍との戦闘中に戦死した（エラサの戦い）。兄弟ヨナタンとシモンはユダの遺体を引き取り、モディンに葬った。ヨナタンが彼の後をついでユダヤ軍を指導した。

## 芸術
しばしば芸術、音楽で取り上げられており、ヘンデルのオラトリオ『ユダス・マカベウス』（『マカベウスのユダ』）が有名である。このオラトリオの第58曲「見よ勇者は帰る」（See the conquering hero comes）は競技会などの得賞曲として親しまれ、また讃美歌にも採用され、『よろこべやたたえよや』として歌われている。